# João de Deus Mena Barreto
João de Deus Mena Barreto (Porto Alegre, 30 de julho de 1874 — Rio de Janeiro, 25 de março de 1933), general e político brasileiro, foi um dos líderes da junta governativa que governou o Brasil durante o período em que Washington Luís foi deposto, e Júlio Prestes impedido de assumir.

## Vida
Pelo lado paterno era membro duma tradicional família brasileira do Rio Grande do Sul, cuja árvore genealógica conta com uma respeitável ascendência nas altas patentes militares: os Mena Barreto. Pelo lado materno pertencia a uma tradicional família brasileira do Rio Grande do Sul, detentores de extensas estâncias na região fronteiriça do estado: os Oliveira Melo. Era filho de José Luís Mena Barreto e de Rita de Cássia de Oliveira Mello, foi o único homem dos quatro filhos do casal.. Aos cinco anos perdeu o pai, e em 1890, quando completou 16 anos, iniciou sua carreira militar. Cursou a Escola Militar em Porto Alegre, até 1893. Saindo da escola, até 1895, combateu a Revolução Federalista. Ingressou, em 1898, na Escola Militar da Praia Vermelha, no Rio de Janeiro.
No mesmo ano que foi promovido a tenente, se casou em 8 de dezembro de 1900, no Rio de Janeiro, com Ernestina Estela de Noronha (filha de Francisco Henrique de Noronha e de Ana Eulália da Câmara Soares), com quem teve três filhos: Waldemar, João de Deus e Paulo Emílio.
Em 1911, promovido a major, tornou-se adjunto de seu tio, o ministro da Guerra, marechal Antônio Adolfo da Fontoura Mena Barreto.
Em 1915, foi promovido a tenente-coronel e designado comandante do 4º Regimento de Infantaria, em Curitiba. Ao ser promovido coronel, em 1918, foi designado comandante do 3º Regimento de Infantaria, no Rio de Janeiro, onde permaneceu por três anos.
Na década de 1920 destacou-se no comando de tropas incumbidas de deter o avanço dos revoltosos contra o governo federal. Era comandante da 2ª Brigada de Infantaria, em 1922, quando participou da repressão ao levante do Forte de Copacabana, no Rio de Janeiro, no início do movimento tenentista. Em 1924, no comando do Destacamento Norte, formado por contingentes do Exército e da Marinha, combateu nova rebelião de jovens oficiais contra o governo, em Manaus, ocasião em que recebeu o título de Pacificador da Amazônia.
Em seguida, assumiu o comando da 1ª Região Militar, cargo que exerceu de 17 de outubro de 1924 até 18 de maio de 1926.
Ainda em 1926, foi nomeado inspetor do 1º Grupo de Regiões Militares e também eleito presidente do Clube Militar.
Por sugestão sua, passou a ser comemorado a partir de 1925 o Dia do Soldado, em 25 de agosto.
Seu período de governo (junta governativa) foi de 24 de outubro a 3 de novembro de 1930, junto com Isaías de Noronha e Augusto Tasso Fragoso, quando então entregaram a presidência da República dos Estados Unidos do Brasil a Getúlio Vargas, líder da Revolução de 1930. Foi convidado por Osvaldo Aranha para ocupar o ministério da Guerra do Governo Provisório de Getúlio Vargas, mas não aceitou.
Foi ainda nomeado interventor federal no estado do Rio de Janeiro de 30 de maio a 4 de novembro de 1931 e depois, foi nomeado ministro do Superior Tribunal Militar, por decreto de 7 de novembro do mesmo ano, tendo falecido no exercício deste cargo, no posto de general de brigada, promovido, após a morte, ao posto de general de divisão.